# Abbaye territoriale du Mont-Cassin
Pour les articles homonymes, voir Cassin.
L'abbaye territoriale du Mont-Cassin (en latin : abbatia territorialis Montis Cassini ; en italien : abbazia territoriale di Montecassino) est un monastère de moines bénédictins situé, comme son nom l'indique, sur le mont Cassin dans la commune de Cassino (Latium) en Italie. Depuis décembre 2014, le site est géré par le pôle muséal du Latium. Bien que la fondation du monastère remonte au VIe siècle les bâtiments actuels sont de facture récente. C'est le plus ancien monastère d'Italie avec celui de Santa Scolastica. Il est situé à 516 mètres d'altitude.

## Histoire

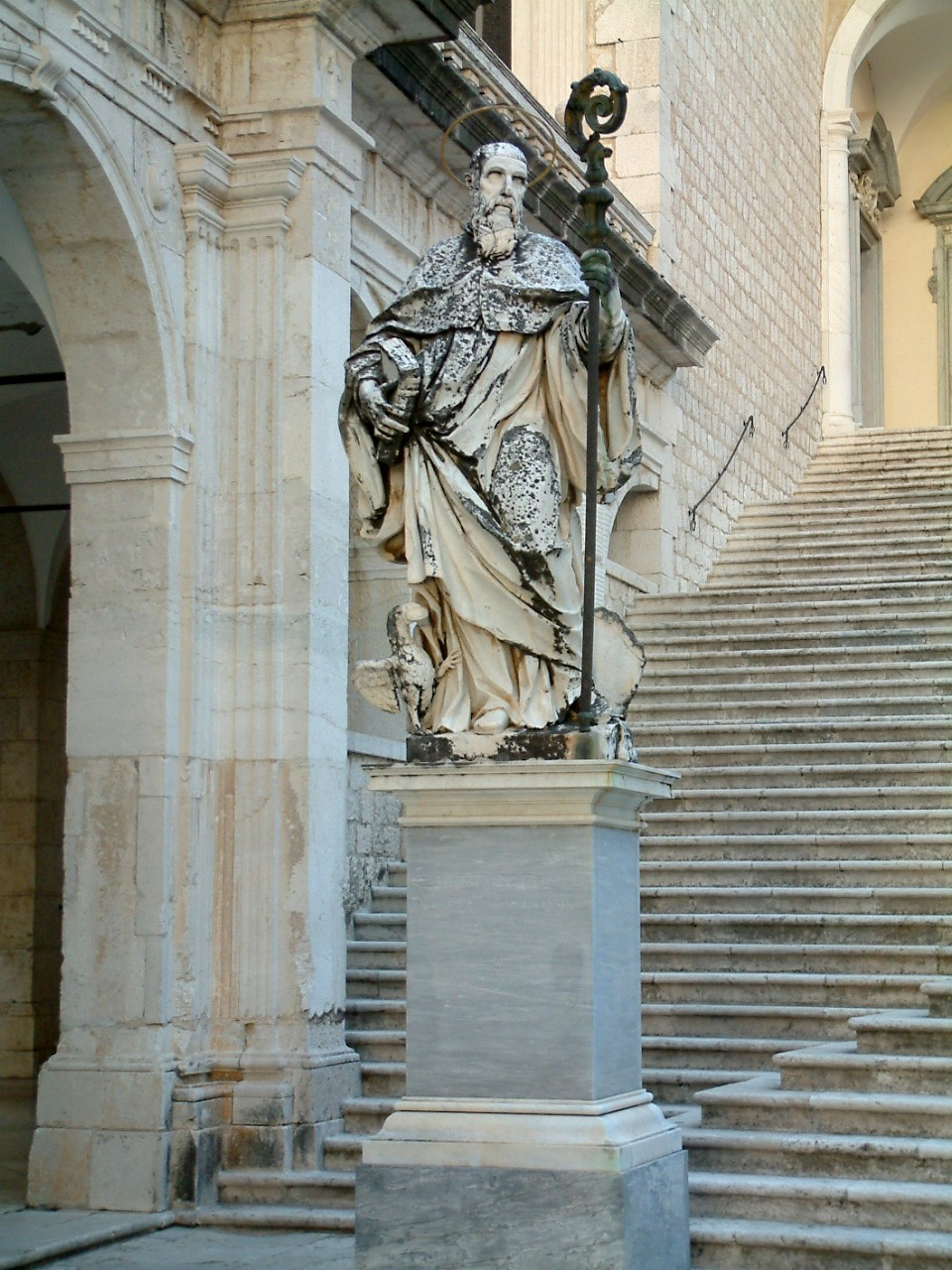
Statue de saint Benoît dans la cour de Bramante.

Santa Scolastica est l'un des 12 monastères fondés à Subiaco par Benoît de Nursie (alias saint Benoît). C’est le monastère le plus proche de l’abbaye de Saint-Clément de Casauria, où vivait Benoît. Ayant été fondé vers l'an 520, le monastère Sainte-Scholastique est le plus ancien d'Italie. Il a probablement été constitué à partir de bâtiments appartenant à la villa voisine de Néron.
L’abbaye territoriale du Mont-Cassin a été également fondée par Benoît de Nursie en 529 sur le site d'une ancienne tour et d'un temple dédié à Apollon, situé à 519 mètres d'altitude. Elle est le berceau de l’ordre des Bénédictins. Elle sert de retraite à des souverains et à des pontifes tels que le prince franc Carloman, frère de Pépin le Bref, le roi lombard Ratchis (avec sa famille), et saint Grégoire[Lequel ?].
Renfermant d’immenses richesses culturelles et religieuses, dont une précieuse bibliothèque (Didier du Mont-Cassin, abbé de 1058 à 1087, fait venir de Byzance des livres enluminés byzantins), cette dernière est en partie placée sous la protection de Rome, avec une galerie de précieux tableaux. La bibliothèque compte de nos jours 100 000 ouvrages, dont environ 1200 manuscrits (1,2%), les plus anciens remontant au VIe siècle.
La communauté monastique était autrefois accessible par l'église Saint-Martin, établie par saint Benoît dans le temple de l'acropole, au sud-ouest du monastère actuel, dans un coin moins infranchissable. Au sommet de la montagne se trouvait l'oratoire Saint-Jean, établi par saint Benoît sur le site d'un autel d'Apollon, selon les dires de Grégoire le Grand : dans cet oratoire, Benoît voulait être enterré avec sa sœur Scholastique.
L'abbaye, souvent menacée lors d'invasions et de guerres, est pillée, saccagée et brûlée pour la première fois en 589 par les Lombards du duc païen Zotton de Bénévent. La plupart des moines qui peuvent échapper au massacre se réfugient, avec les reliques du saint fondateur, à Rome où le pape Pélage II leur permet de bâtir un monastère près de Saint-Jean de Latran. Quelques moines restent sans doute près des ruines de l'abbaye, mais l'administration de l'Ordre religieux demeure à Rome pendant 130 ans. Le martyrologe romain, à la date du 2 mars, mentionne 80 martyrs mis à mort par les Lombards pour avoir refusé d'adorer une tête de chèvre et manger des chairs consacrées aux dieux germaniques,.
Après une période de troubles en Italie (liés surtout à l'hégémonie lombarde sur la péninsule), le pape Grégoire II envoie en 717 le moine Petronax afin qu'il organise la reconstruction de l'abbaye (le nouvel abbé sera alors considéré comme étant le « second fondateur du Mont-Cassin »). L’abbaye est de nouveau en partie détruite par les pirates sarrasins en 883. À la demande du pape Agapet II, l'abbé Aligern entreprendra sa reconstruction à partir des années 950.

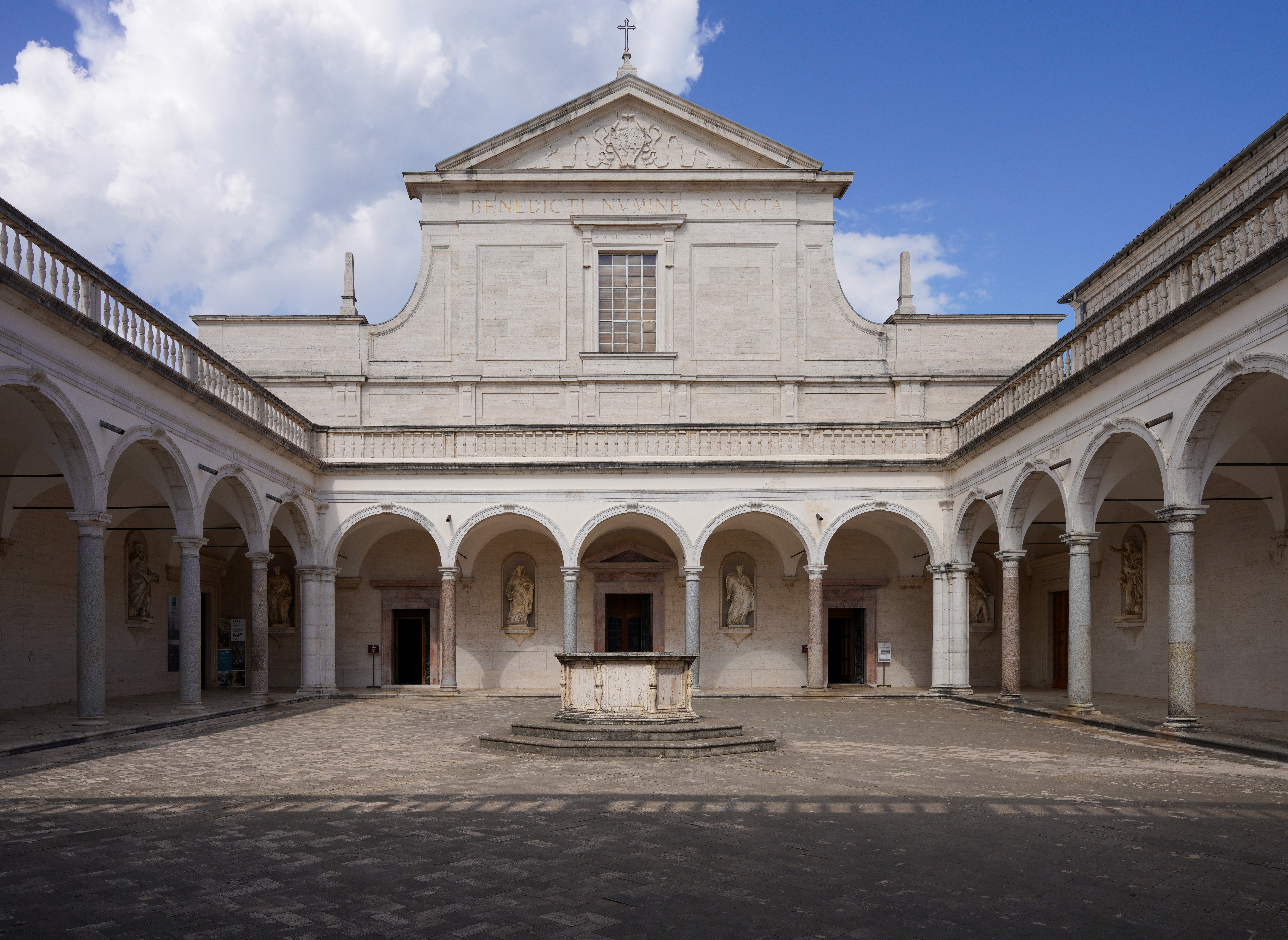
La façade et la cour de la basilique.

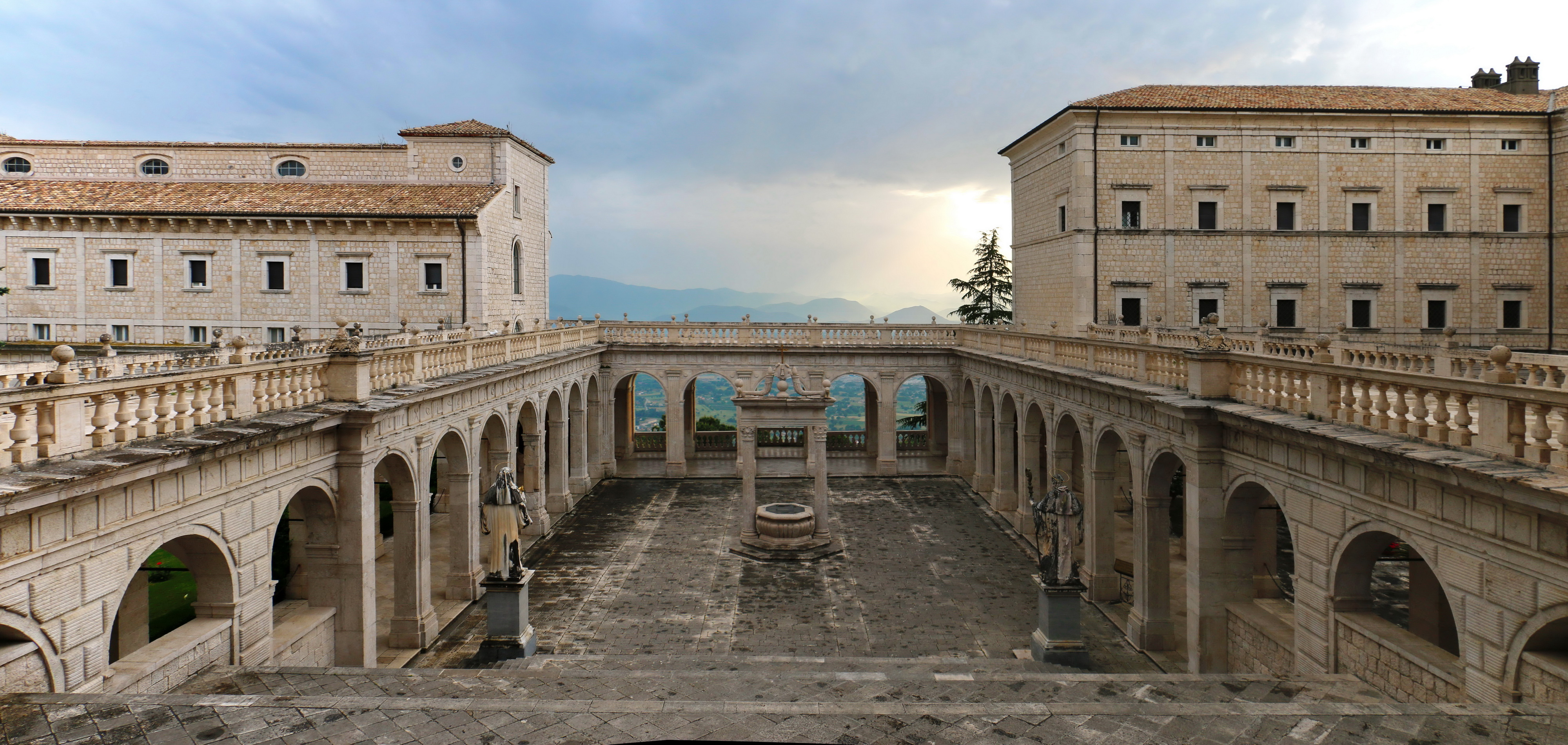
La loggia du cloître de Bramante appelée Paradis.

Tout au long du Moyen Âge, l'abbaye fut un centre vivant de la culture à travers ses abbés, ses bibliothèques, ses archives, ses écoles d'écriture et de miniaturisme, qui retranscrivaient et conservaient de nombreuses œuvres de l'Antiquité.
En 1349, elle subit le violent séisme qui secoue toute l'Italie et détruit ou endommage gravement tant de monuments antiques ou médiévaux. Le monastère est pratiquement détruit.
Des témoignages historiques ont été recueillis et transmis à l’abbaye du Mont-Cassin : des premiers documents précieux en langage vulgaire aux célèbres manuscrits enluminés mentionnés par les Placiti Cassinesi, en passant par les précieux et très rares incunables.
Le plus illustre des abbés de l’abbaye fut peut-être Desiderius (Didier) - le futur pape Victor III (inhumé dans l'abbaye elle-même) - qui à la fin du XIe siècle fit reconstruire complètement l'abbaye et orna l'église de précieuses fresques et mosaïques, dont on peut encore voir des créations similaires réalisées par l'abbé lui-même à la basilique Sant'Angelo in Formis.
Grâce au Chronicon Monasterii Casinensis, la chronique médiévale de Léon d'Ostie, nous savons que l'abbé Desiderius a déployé des efforts et des capitaux considérables pour la reconstruction de l'église abbatiale, réalisée en seulement cinq ans de 1066 à 1071. Pour celle-ci, on a utilisé de la pierre provenant de Rome et on a également fait venir des mosaïstes et divers artisans de Constantinople. La plupart des décorations - de l'église et des nouvelles salles du monastère reconstruites par la suite - étaient composées de peintures, pour la plupart perdues et dont nous ne connaissons que quelques sujets, comme les Histoires de l'Ancien et du Nouveau Testament dans l'atrium, dont il est conservé les titres écrits par l'archevêque de Salerne, à Alfano.

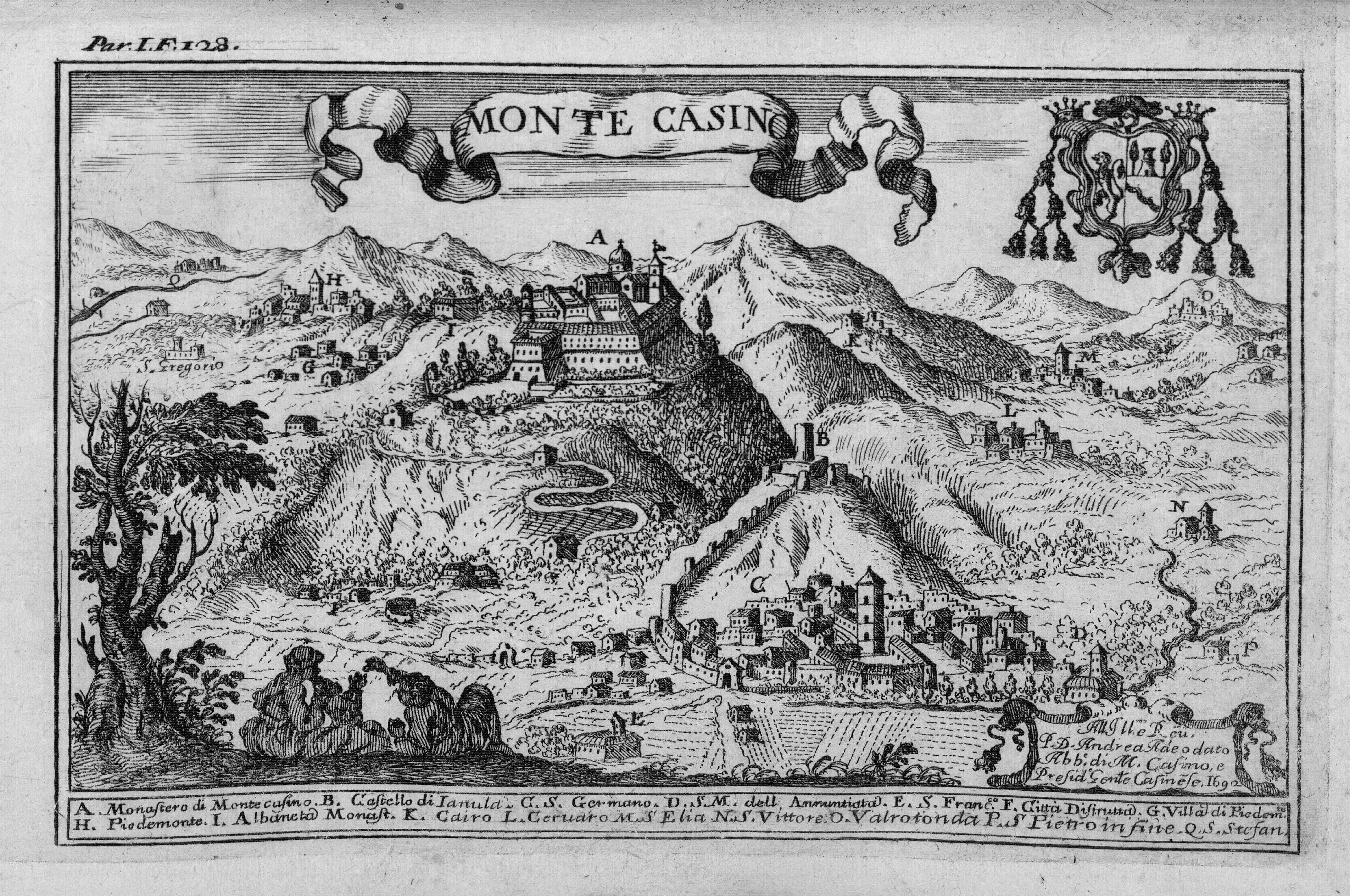
Gravure du Bénédictin Giovanni Battista Pacichelli (XVII).

L'utilisation de mosaïstes byzantins était motivée, comme on peut le lire dans la chronique, par le fait que "pendant plus de cinq cents ans, les maîtres latins avaient négligé la pratique de ces arts et pour l'engagement de cet homme inspiré et aidé par Dieu, ils étaient restitués à vigueur à notre époque «d'ailleurs» pour que leur savoir ne tombe plus dans l'oubli en Italie, cet homme plein de sagesse décida que beaucoup de jeunes gens du monastère seraient formés à ces arts avec toute la diligence nécessaire. Donc, non seulement dans ce domaine, mais aussi pour toutes les œuvres artistiques qui peuvent être faites avec de l'or, de l'argent, du bronze, du fer, du verre, de l'ivoire, du bois, du plâtre ou de la pierre, il a amené les meilleurs artistes sélectionnés par ses moines ».
Détruite par un tremblement de terre en 1349, l’abbaye a été reconstruite à nouveau en 1366.

### XVIIesiècle
Au XVIIe siècle, l'abbaye a pris l'apparence typique d'un monument baroque napolitain, grâce également aux décorations picturales de nombreux artistes dont Luca Giordano, Francesco Solimena, Francesco de Mura, Paolo de Matteis et Sebastiano Conca.
Les fresques réalisées par le peintre baroque Luca Giordano, furent terminées à la fin des années 1670. Le peintre espagnol, devenu bénédictin, Juan Andres Ricci y est installé avant 1667, après son séjour à Rome auprès d'Alexandre VII, et continuera à y travailler à la fois en peinture et en écriture. Il y mourra en 1681.

### Époque contemporaine

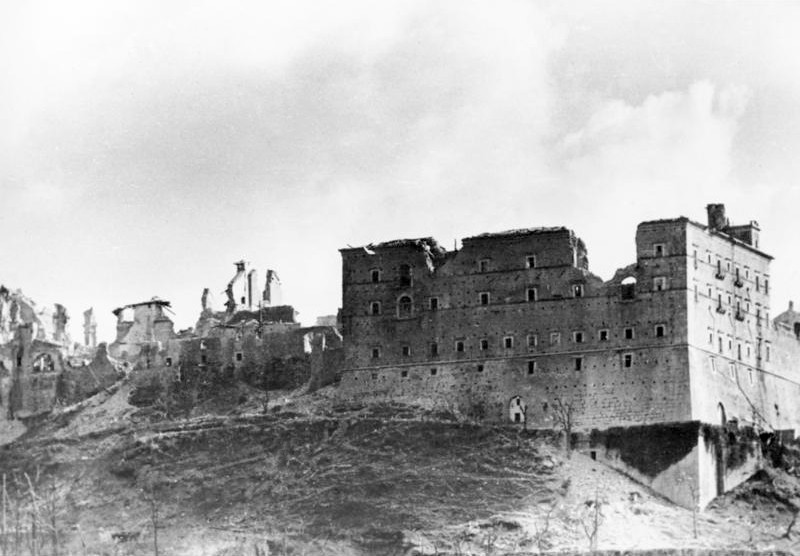
L'abbaye de Montecassino après les bombardements de février 1944.

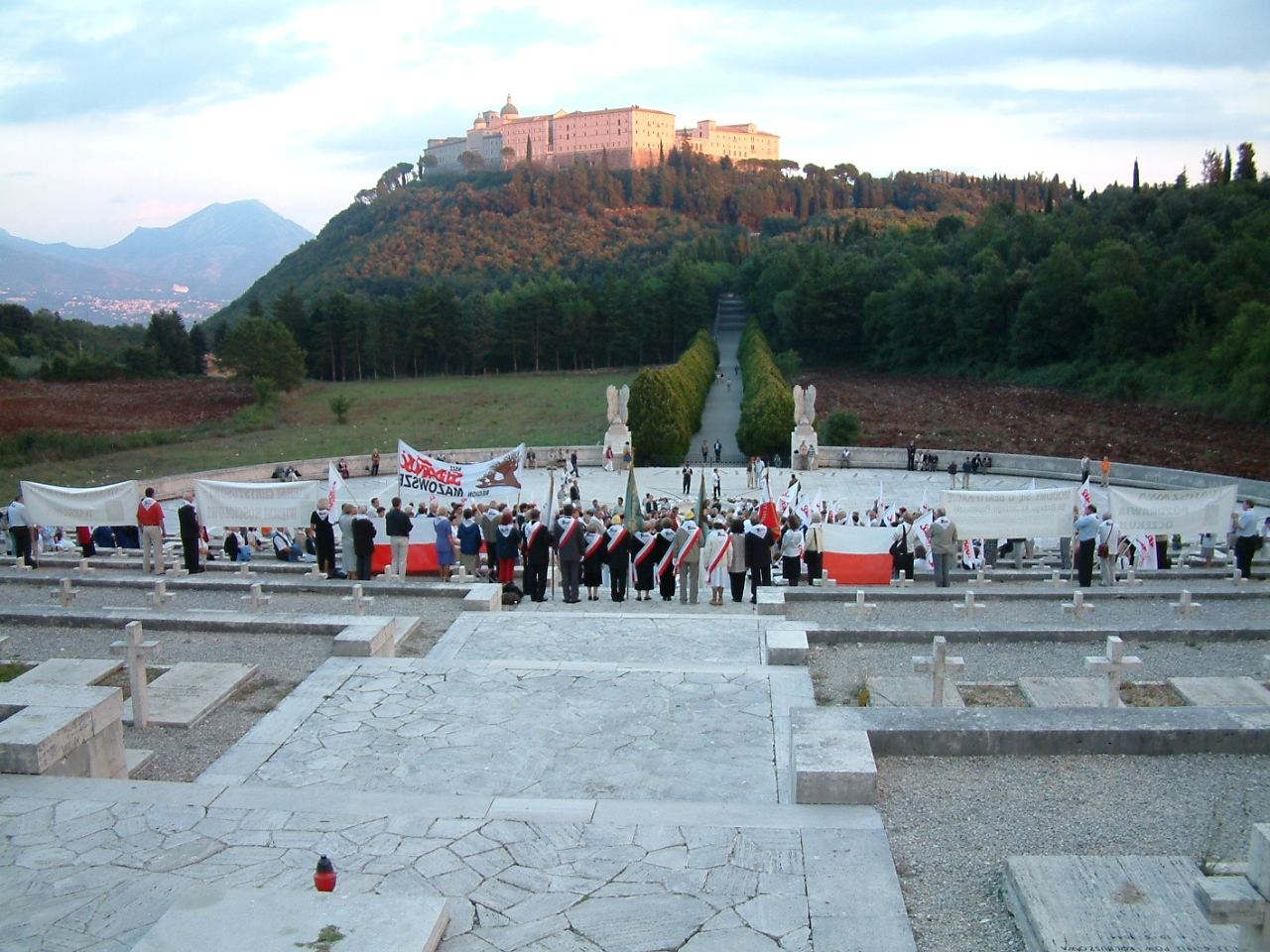
L'abbaye vue du cimetière militaire polonais du Mont-Cassin.

Entre 1930 et 1943, le monastère était accessible grâce au téléphérique de Cassino, démantelé en juillet 1943.
En février 1944, avec l'appui de Winston Churchill, Bernard Freyberg, commandant des troupes terrestres néo-zélandaises, obtient du général américain Mark Clark, commandant de la Ve Armée qui n'y était pas du tout favorable, le bombardement de l'abbaye. 
La division blindée « Hermann Göring » aide à déplacer à Rome les archives et les documents bibliographiques les plus précieux. En effet, en prévision de dommages par des tirs d'artillerie ennemie, les Allemands avaient vidé en décembre 1943 l'abbaye de toutes ses archives, manuscrits, et de toutes ses œuvres d'art, par une noria de camions de la Wehrmacht qui a duré plusieurs semaines. L'opération de sauvetage avait été demandée à Berlin par l'archiprêtre de l'époque Gregorio Diamare (it). Elle était dirigée par le colonel Julius Schlegel (it), sous le commandement du général Frido von Senger, commandant du XVIe Panzerkorps, qui était catholique. Il avait alors interdit à ses troupes, disséminées dans toute la montagne, de se poster à l’intérieur de la bande de 300 mètres de large qui entourait à l’extérieur les remparts de l’abbaye et qui délimitait la zone de neutralité, puis fait savoir aux Alliés qu'il n'y conservait aucune garnison ni armement. 
Quatre vagues de forteresses volantes avec des bombes de 250 kg suivies de quatre vagues de bombardiers moyens, en tout 239 bombardiers, ont détruit entièrement le monastère et tué les centaines de réfugiés qui s'y trouvaient. Le bombardement a commencé le matin du 15 février 1944 : 142 bombardiers lourds et 114 bombardiers moyens, lâchant 453 tonnes de bombes, ont entièrement rasé l'abbaye. Des centaines de civils qui avaient cherché refuge dans le sous sol à l'intérieur du bâtiment ont été tués, tandis qu'à l'extérieur, une quarantaine de soldats de la division indienne ont également été tués par des bombes. Le soldat Walter M. Miller, futur écrivain, a participé au bombardement et il s'est inspiré de cette expérience pour son œuvre la plus importante, Un cantique pour Leibowitz.
Après le bombardement, les Allemands sont venus occuper les décombres et s'y poster, la position stratégique de l'abbaye sur une colline dominant la route allant de Rome à Naples lui vaut de devenir le théâtre d'une bataille meurtrière durant la deuxième phase. 
Le bombardement s'est aussi révélé une erreur tragique de tactique militaire. Selon l'historien Herbert Bloch, cette opération était non seulement inutile d'un point de vue militaire, mais aussi nuisible d'un point de vue stratégique : « Bloch a affirmé que les décombres, après le bombardement, avaient été immédiatement occupés par les Allemands et leur avaient offert un abri précieux, ce qui leur a permis de maintenir cette position pendant longtemps. À partir de là, ils pouvaient viser les troupes alliées, infligeant de lourdes pertes à quiconque tentait de franchir la ligne Gustav ».

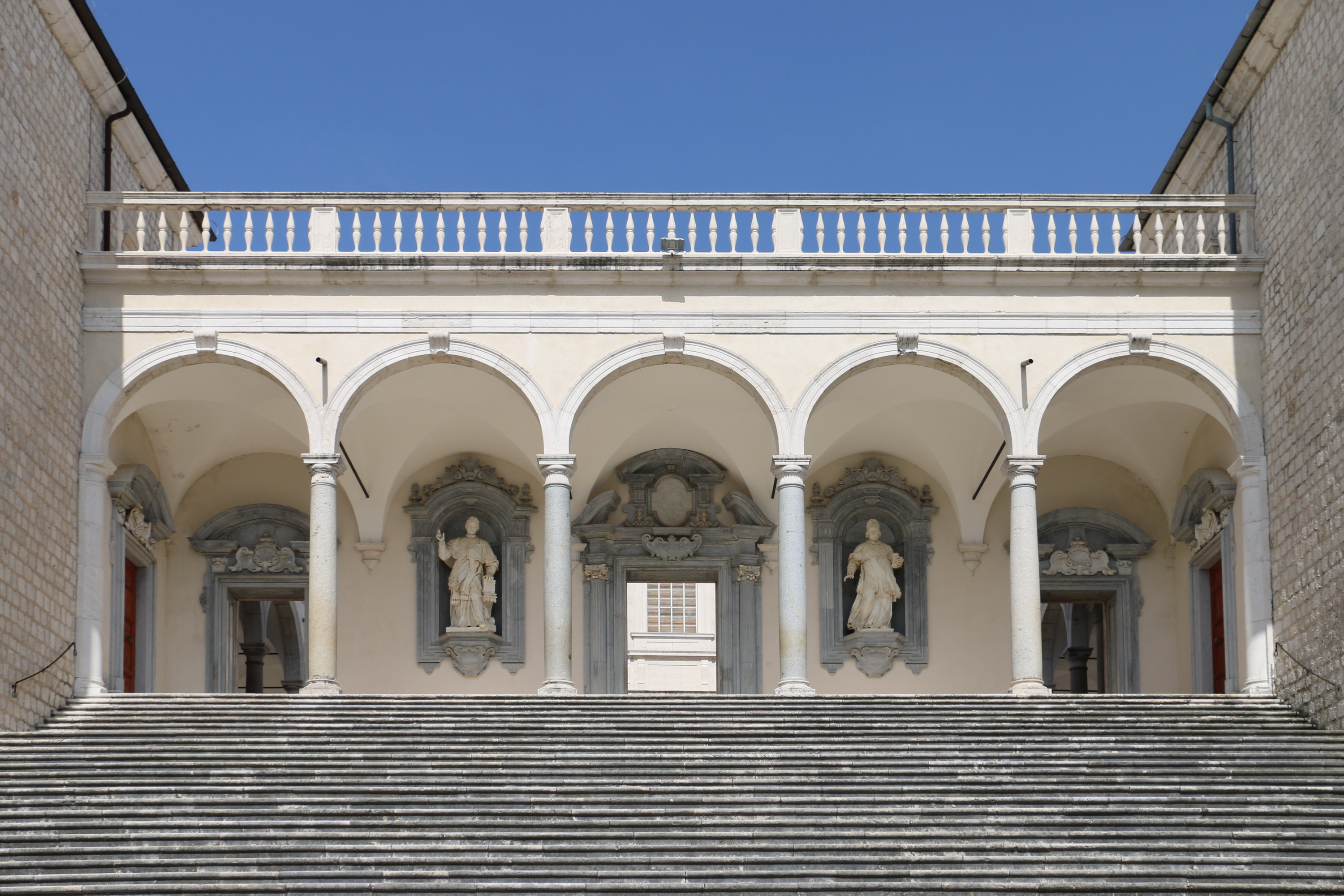
L’escalier principal et le portique avec les statues des papes Urbain V et Clément XI.

Après la Seconde Guerre mondiale, elle est reconstruite à l'identique de 1948 à 1956, sous la direction de l'ingénieur et architecte Giuseppe Breccia Fratadocchi (it) (1898-1955), suivant le programme de l'abbé reconstructeur Ildefonso Rea (it) : Dove era, come era de (« là, où il était et tel qu'il était »). Giuseppe Breccia Fratadocchi a réalisé une reconstruction de l'intérieur de l'abbaye avec des espaces aveugles et silencieux entre les cadres des voûtes. La fonte des cloches de l'abbaye fut confiée en 1949 à la fonderie Pontificale de Campane Marinelli (it) d’Agnone.
Le 24 octobre 1964, l'église abbatiale reconstruite est consacrée par le pape Paul VI.
Dans les années 1980, une série de fresques a été commandée à Pietro Annigoni par l'archevêque Fabio Bernardo D'Onorio (it). Plusieurs élèves du maître ont participé à la réalisation du cycle pictural, dont Romano Stefanelli (it), Ben Long (en) et Silvestro Pistolesi (it). Le pape Benoît XVI s'est rendu au Mont-Cassin le 24 mai 2009, à l'occasion du 65e anniversaire de la destruction de l'abbaye. Le pontife - qui au moment de son élection au trône de Pierre avait également choisi son nom d’après la figure de saint Benoît de Nursie - a prié sur la tombe du saint, en se souvenant de son importance dans la formation culturelle européenne.
Ouverte au public, l'abbaye accueille 300 000 visiteurs par an. Il est aussi possible d'y faire des retraites. La production des moines, issue de la vigne et de l'herboristerie, est vendue dans la boutique.

## Église abbatiale
La majestueuse église abbatiale, entièrement détruite pendant la Seconde Guerre mondiale, a ensuite été entièrement reconstruite et consacrée par le pape Paul VI en 1964.

### Le cloître d’entrée ou cloître sud

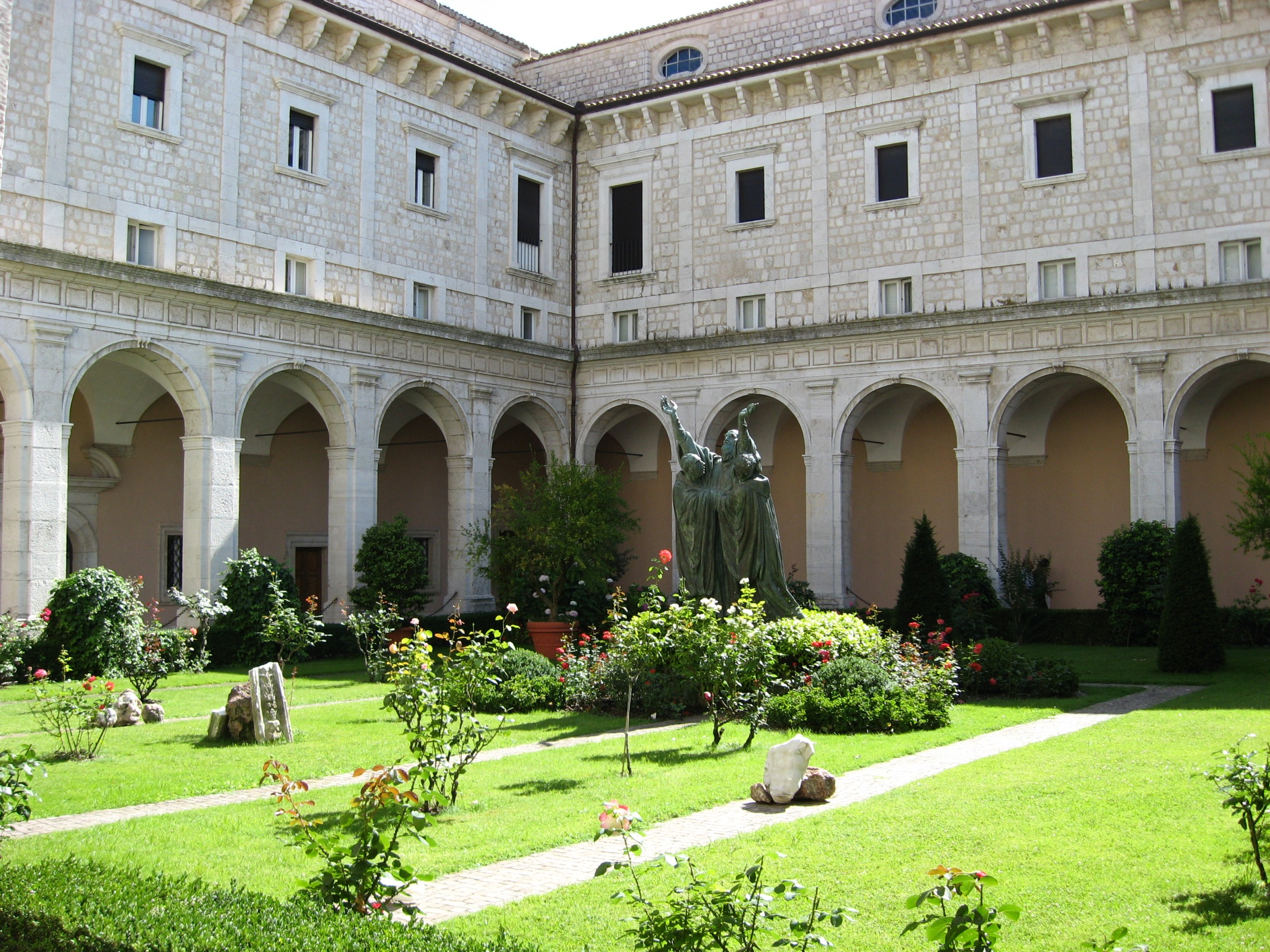
Le cloître d'entrée avec une statue de saint Benoît.

C’est la zone où se trouvait autrefois le temple consacré à Apollon. Saint Benoît l'a adapté en oratoire et l'a dédié à saint Martin. Au centre du jardin se trouve une sculpture en bronze représentant la mort de saint Benoît réalisé en 1952 par Attilio Selva (it), donnée par le chancelier allemand Konrad Adenauer. Sous le portique, la mosaïque représentant le Christ entre la Vierge et saint Martin conçue par le frère Vignarelli.

### Le cloître de Bramante ou cloître Sainte-Anne
Le cloître fut construit en 1595 dans un style Renaissance au centre de l’abbaye, comme c'est l'usage. Au centre du cloître, il y a une citerne octogonale, flanquée de colonnes corinthiennes qui soutiennent l'entablement. Au pied de l'escalier, il y a deux statues de Pier Paolo Campi (en) : à gauche saint Benoît, pièce originale de 1736, et à droite une copie d’une statue de sainte Scholastique, avec les inscriptions « Béni est celui qui vient au nom du Seigneur » et « Viens, ma colombe, viens, tu seras couronnée ». La loggia surplombant la vallée de la Liri s'appelle Paradis.

### Le cloître des Bienfaiteurs ou cloître septentrional
Il a été construit en 1513 probablement d'après un dessin d'Antonio da Sangallo le Jeune caractérisé par deux théories de statues représentant des papes et des souverains, mécènes du sanctuaire au cours des siècles, œuvres créées à partir de 1666 :
à gauche : Abbondanza Claudia de 'Reguardati mère de saint Benoît, Anicio Tertullo Patrizio père de Saint Placide, le pape Grégoire le Grand, le pape Grégoire II, le pape Zacharie, le pape Victor III, le pape Benoît XIV, le pape Benoît XIII, le pape Urbain V, le pape Clément XI.
à droite : Euproprio père de saint Benoît, le duc de Gisulf II de Bénévent, Charlemagne, Henri II du Saint-Empire, Lothaire de Supplinbourg, Robert Guiscard, Charles III d’Espagne, Ferdinand Ier des Deux-Siciles.

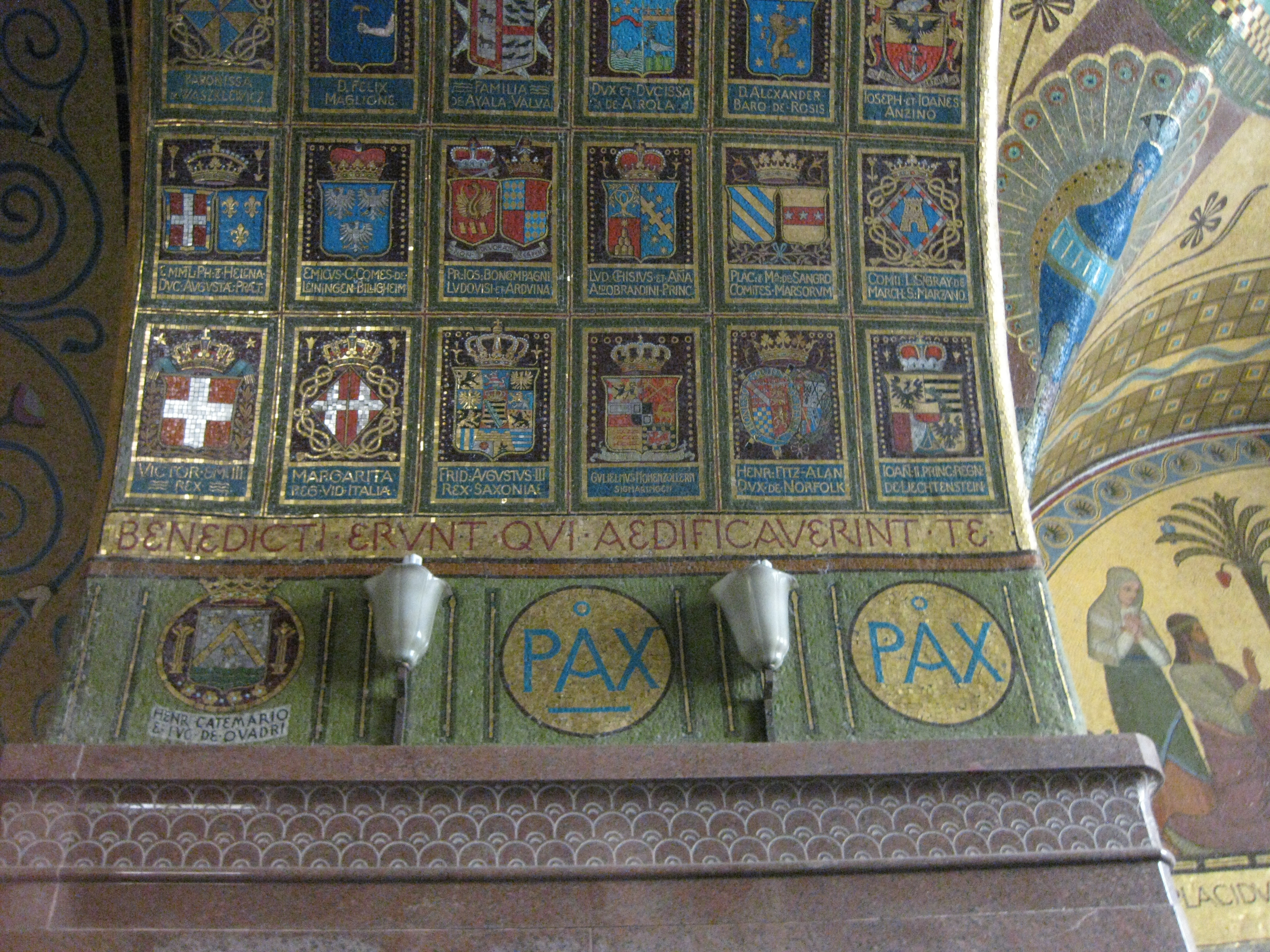
Détail des mosaïques de la crypte.

### La crypte
La crypte de l'église abbatiale reçoit en 1878 une riche décoration de mosaïques réalisée par les artistes de l'école de Beuron.

## Diocèse
Le monastère est une abbaye territoriale immédiatement soumise au Saint-Siège, qui jusqu'en 2014, comprenait également certaines communes entre les provinces de Frosinone et Caserta : Cassino, Cervaro, Castelnuovo Parano, San Giorgio a Liri, Pignataro Interamna, Rocca d'Evandro, San Pietro Infine, San Vittore del Lazio, Sant'Andrea del Garigliano, Sant'Ambrogio sul Garigliano, Sant'Apollinare, Vallemaio, Viticuso, Acquafondata, Vallerotonda, Sant'Elia Fiumerapido, Atina, Belmonte Castello, et Villa Latina.
Le 23 octobre 2014, le pape François, appliquant le motu proprio Catholica Ecclesia du pape Paul VI (23 octobre 1976), a réduit le territoire de l'abbaye territoriale à l'église abbatiale et au monastère, avec dépendances immédiates. Le reste de l'ancien territoire passa au diocèse de Sora-Aquino-Pontecorvo, qui changea simultanément son nom en celui de Sora-Cassino-Aquino-Pontecorvo.

## Personnages célèbres
- Saint Benoît
- Paul Diacre
- Saint Adalbert de Prague

Il séjourne entre 989 et 992, dans l'abbaye du Mont-Cassin. C'est sans doute avec l'aide de moines de cette abbaye qu'il fonde le premier monastère bénédictin de Bohême, celui de Břevnov.
- Constantin l'Africain

Il a appris pendant 40 ans l'art de guérir au cours de ses voyages en pays musulmans et autres. Il s'y retire pour écrire de 1077 à sa mort.
- Aimé du Mont-Cassin

C'est un homme d'Église, chroniqueur ayant rédigé en latin une histoire des Normands en Italie méridionale et en Sicile, des années 1010 aux années 1080.
- Saint Thomas d'Aquin

Il est le dernier fils de Landolphe d'Aquin, grand justicier de l'empereur Frédéric II de Hohenstaufen pour les terres de Campanie, le futur saint y passe son enfance entre 1230 et 1239.
- Erasmo Gattola

L'historien (1662-1734) y vécut.